# Chromocryptus planosae
Chromocryptus planosae är en stekelart som först beskrevs av Fitch 1856.  Chromocryptus planosae ingår i släktet Chromocryptus och familjen brokparasitsteklar. Inga underarter finns listade i Catalogue of Life.